# William Russell (Lord Mayor)
Sir William Anthony Bowater Russell (Londres, 15 de abril de 1965) es un banquero británico que ocupó el puesto de lord alcalde de Londres entre 2019 y 2021, también maestro de la «Haberdashers' Company», siendo el primer lord alcalde en revalidar el cargo desde el siglo XIX.

## Biografía
Banquero y financista británico, ex-vicepresidente del grupo « Merrill Lynch» desde el año 2013 Russell es elegido vereador de la City.
El 9 de noviembre de 2019 se convierte en el cargo de lord alcalde antes del « Lord Mayor's Show» el gran desfile cívico más antiguo del mundo y uno de los más grandes espectáculos de Londres.
Como lord alcalde, es el portavoz y promotor de los negocios por la Ciudad y también en todo Gran Bretaña, principalmente para el sector financiero.
El Lord-Mayor of London es diferente que el Mayor of London, ya que « Mayor of London» es alcalde del Gran Londres, mientras que el « Lord-Mayor of London» es jefe titular por la Ciudad.

## Condecoraciones
- 2022:  Knight Bachelor
- 2019:  Caballero de San Juan (KJStJ)